# 楽暮コーポレーション
株式会社楽暮コーポレーション（ラクラスコーポレーション）は、群馬県伊勢崎市に本社を置く「楽しく暮らす」をテーマに事業展開をしている企業。エリアを限定し、新築建売住宅や中古住宅に特化した不動産店「住ムパル」を運営している。
- 宅地建物取引業 群馬県知事(2)第7552号
- 公益社団法人全国宅地建物取引業保証協会 加盟
- 一般社団法人群馬県宅地建物取引業協会 会員

## 役員
- 代表取締役 : 雨宮 潤一（あめみや じゅんいち）

## 運営店舗
- 住ムパル 伊勢崎店

群馬県伊勢崎市連取町1233-7
伊勢崎市・桐生市・みどり市の新築建売住宅と中古住宅を専門とする不動産店
- 住ムパル 高崎店

群馬県高崎市下小鳥町590番地1
高崎市・安中市・富岡市の新築建売住宅と中古住宅を専門とする不動産店
- 住ムパル太田店

群馬県太田市安良岡町242-2
太田市・大泉町・足利市の新築建売住宅と中古住宅を専門とする不動産店